# زاليزنيتشني (أوديسكا)
زاليزنيتشني (Залізничне) هي مدينة في مقاطعة أوديسكا في أوكرانيا.
يبلغ عدد سكانها حوالي 3362   نسمة.